# 638 هـ
638 هـ هي سنة في التقويم الهجري امتدت مُقابلةً في التقويم الميلادي بين سنتي 1240 و1241.

## وفيات
- ابن الخباز
- المكزون السنجاري

- توفي المتصوف الكبير الامام محي الدين ابن عربي الحاتمي الطائي الأندلسي بدمشق